# 금단도
금단도(金丹道)는 청나라 말기의 한족 비밀결사다. 백련교의 분파로 추측되지만 상세히 밝혀진 것은 많지 않다. 1891년 11월 내몽골에서 "평청소호(平清掃胡; 청조를 무너뜨리고 오랑캐를 쓸어버리자)", "구살몽골(仇殺蒙古; 몽골인을 죽여 원수를 갚자)"의 구호를 내걸고 무장반란을 일으켜 몽골족을 최소 15만 명, 최대 50만 명을 학살한 뒤 12월 말 관군에게 진압되었다. 이 금단도의 난 때 내몽골 동남부의 몽골인 공동체는 쑥밭이 되었다. 대부분의 몽골인이 북쪽 기들로 달아났으며, 이는 외몽골 민족주의와 몽골 독립운동에 큰 영향을 미쳤다. 내몽골에서는 반한이었던 몽골인 다수가 학살을 당하여 독립할 힘이 사라지게 되었다.
몽골에서는 금단도 사건을 인종청소로 해석하고 있지만 중화인민공화국에서는 반제국 반봉건 민란으로 해석하고 있다. 당시 폭동을 일으킨 한족들은 자신들이 피해자라 주장하며 몽골인들의 한족 탄압을 명분으로 내세웠다. 이 명분으로 인하여 서양에서도 이 사건에 대한 해석이 다르나 민중사학적 근거가 많아서 유대인 학살이나 차별에 이용된 명분들처럼 일종의 속임수로 보는 시각도 있다. 한편 금단도가 기독교 교회도 방화한 것 때문에 교안(기독교 박해)사건으로 해석하나 최근에는 포고문에 반기독교적 내용은 없고 그런 일들은 우발적으로 발생할 수도 있어서 딱히 근거가 없다는 주장도 있다.